# 卡托巴縣 (北卡羅萊納州)
卡托巴县（英語：Catawba County）是美國北卡羅萊納州中西部的一個縣。面積1,071平方公里。根据美國2000年人口普查，共有人口141,685人。縣治牛頓（Newton）。
成立於1842年12月12日。縣名紀念卡托巴族 （族名意義不詳）或以其命名的河流。